# 宴会

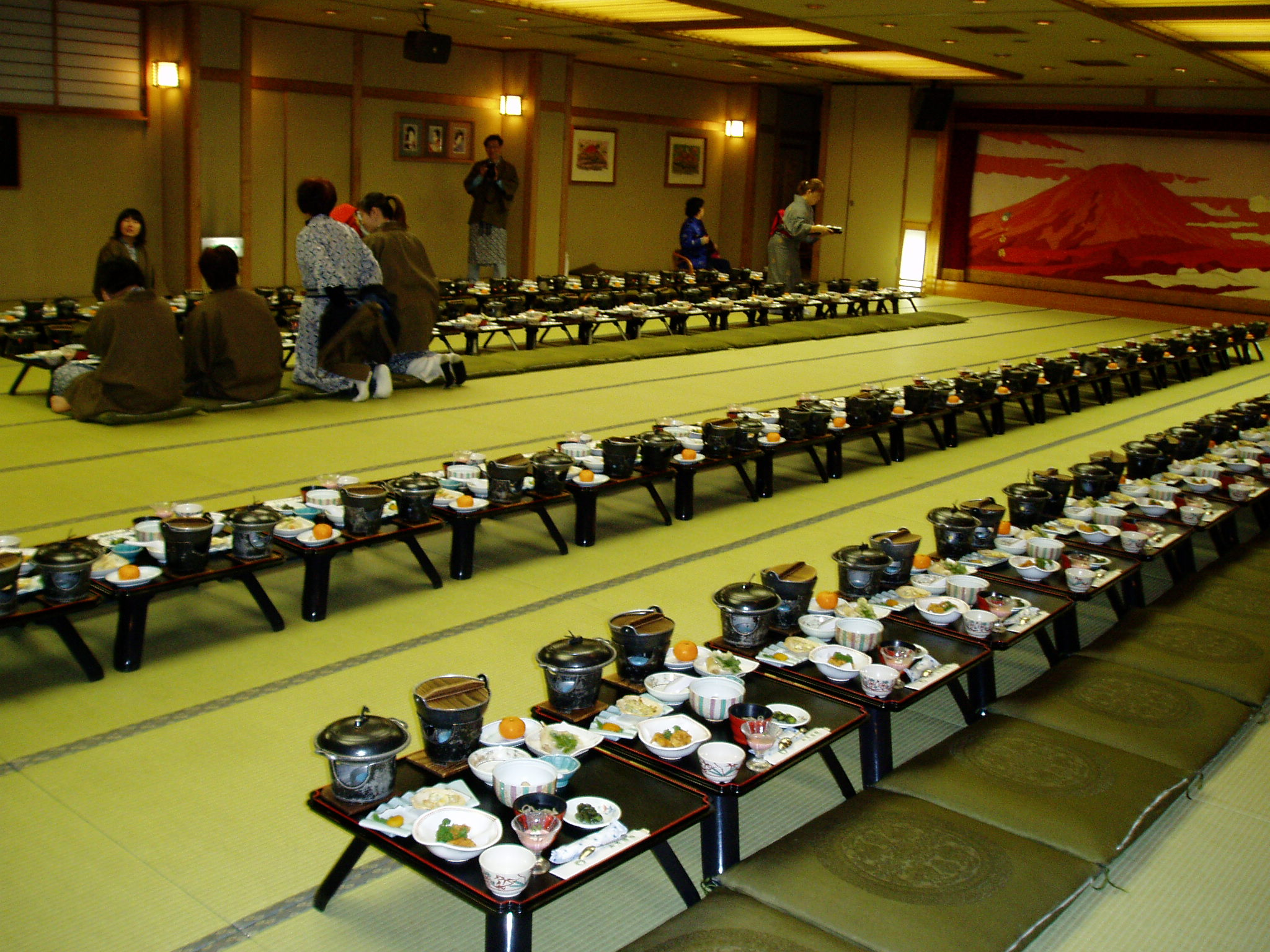
宴会場

宴会（えんかい）とは、飲食を共にすることによりお互いのコミュニケーションを深める行為をいう。ある程度まとまった人数で行う場合に宴会という。類義語として、宴（うたげ）、饗宴（きょうえん）、飲酒が主目的の飲み会（のみかい）、パーティーなどがある。酒を飲む場におけるパワーハラスメント（パワハラ）、飲酒強要であるアルコールハラスメン（アルハラ）は問題になっており、場合によっては訴訟にもなっている。

## 概説
宴会は通常、職場、労働組合、政治団体、各種団体などで行われる。新年会、歓迎会、送別会など名目はさまざまである。カジュアルな場を作ることで部下の本音を聞きたかったり、メンバー同士の親睦を図ることを目的とする。
取引先の接待のために行われる場合もある。飲み会とも呼ばれる。小規模の宴会は、居酒屋などの飲み屋で開かれる事が多い。ある程度規模が大きい場合にはホテルの宴会場が用いられる。企業の社員旅行・慰安旅行などでは宿泊施設の宴会場を利用する事が多い。政治団体などは料亭で宴会を行うことが多い。2000年代初頭までは企業も社員旅行でコンパニオン・ピンクコンパニオンを呼ぶこともあった。特にピンクコンパニオンと遊ぶ事を目的とした宴会は「艶会」（えんかい）とも呼ばれる。コンパニオンと宴会場の手配を一緒に行う業者がある。
大小を問わず会の下準備担当・仕切りが幹事と呼ばれる。設宴の場所や日時の調整、経費の管理だけではなく、場合によっては参加者の選定や宴会場における配置、挨拶、プレゼントなどにまで気を配ることもある。

## 歴史
現在確認されている最古の宴会の事例は、約1万2000年前に遡る。料理は、野牛や亀の肉と思われ、全部で17キロ以上（35人分以上）あったと推定される。このような宴会を通じて、原始的な狩猟コミュニティが発展して農耕社会に移行していったと考えられる。

## 日本の宴会・飲み会
日本において、飲み会や呑み会とも呼ばれ、酒を「飲む会」を意味する。
「飲み会」の場合は、基本的に居酒屋などで仕事時間外に開催される。マイナビは2018年に「飲みニケーション」が悪しき習慣と言われることが増えているという否定的な意見と共に、「同僚上司との距離感が縮まったり、コミュニケーションが取りやすくなった」との肯定的意見を伝えている。職種によっては「会食」「接待」とよばれる社外の飲み会が行われる。企業同士で揉めごとが起きたときに、双方の幹部同士の会食で解決するセーフティネットの役割を果たすことがある。
　
宴会場側は、利用規約違反者に対する追加料金徴収、ホテル施設・什器・備品等への損害賠償制度を設けているところがある。

### ハラスメント

#### 人種とアルコール体質
日本人は、白人など他人種に比較するとアセトアルデヒドを分解するALDH2の活性が弱いか欠けているため、アルコールに弱い体質の割合が多い。

#### パワハラ・アルハラ・セクハラ
、宴会参加へ飲酒の強制はパワーハラスメントやアルコールハラスメントなどのハラスメント行為にあたり、企業主催の場合はコンプライアンス違反にもなる。
立場の強い参加者による飲酒の強要などアルハラ・パワハラや若い女性へのセクハラや性行為強要などの事件が起きている。人事院はセクハラのチェック項目サイトを設け、男性が女性職員だけを集めた飲み会を定期的にすることを、女性職員を仕事のパートナーとして見ていないセクハラ行為としている。栃木県は「労働相談Q&A」で、取引先の部長に「打合せ」と称した呼び出しや飲み会への誘いに困ってる際にどうすれば良いかのかの問いに、自社の労働者がセクハラやパワハラを受けた際に対応しない場合、雇用企業の責任が問われると回答している 。岡山県立図書館の公式サイトにおいて、公益財団法人岡山県産業振興財団は「上司から女子社員に飲み会の頻繁な誘いがある場合、セクハラに該当するか」の質問に対して、上司の男性による部下の女子社員への飲み会の誘いが頻繁又は残業後に誘われることが多い場合は、性的な意味が否定できないと回答している。そして、女性が明確に飲み会への誘いを拒否していなくても、セクシャル・ハラスメントとされる可能性があるとしている。
会社が従業員に参加を強制できる法的根拠は無いものの、部下らは事実上意に反して、上が望む飲みニケーションに参加させられてきた。コロナの感染拡大で会社による飲み会禁止がされた際に、職員の飲み会への参加強制反対派の男性は「時間と金の無駄以外何物でもなかった」「一刻も早く廃れてほしい悪しき風習である」との意見を述べている。大塚商会は勤務後の飲み会強制反対派の不満として、気遣いで疲れること、アルコールへの体質、時間や金銭を費やしてまで上司の説教や愚痴を聞きたくないこと、職場の飲み会はパワハラ・セクハラなどハラスメントの温床との意見を紹介している。東洋経済は職場の飲み会が事実上の強制参加扱いになっている背景について、自由参加にすると若手社員は参加に消極的であるからとしている。中国新聞は2020年7月に、後輩に迷惑がられて下手したら「アルハラ」にもなるから誘いにくいのではないかとの上司の立場の意見を伝えた。逆にコロナ以降に飲み会がなくなった際に、部下の立場から家飲みの方が断然お酒が美味しいと語る男性の意見も紹介している。

#### 飲みニケーション・飲み会賛否調査
マイナビは2018年に、どれくらいの若者が飲み会に行きたがらないのかを調査する独自のアンケートを行った。調査では若者の内、「職場の飲み会に行きたくない」のが53%で、「職場の飲み会に行きたい」の47%を上回った。上司世代に同様のことを尋ねた調査では、「職場の飲み会に行きたい」が52.3%、「職場の飲み会に行きたくない」が47.7%であり、上司世代も約2人に1人が「職場の飲み会に行きたくない」と思っていることが判明した。
日本生命保険相互会社の調査で、コロナ禍の2021年10月には「飲みニケーション」が不要だという声が初めて半数を超えた。内訳は「必要」は38.2%。「不要」は61.9%であった。男性の内不要派は55.8%で、女性の内不要派は67.8%で男性より12ポイントも多かった。更には全年代で不要派が必要派を上回った。2021年12月にFNNは、事実上の強制参加となっていた就業時間外の飲み会は淘汰されていくことになると報道している。

### 企業における宴会・社員旅行
新年・新入社員の入社期など、折につけ宴会を開くことによって、仕事のマンネリ化を防ぎ、また新人教育にもなるとの考えもあいるため、宴会が開催される企業がある。
普段の業務とは違った立場で意見を交換する事ができるため、業務上ではわかり合えなかった部分でも相互理解が深まり、人間関係が良好になることもあり、業務の効率向上につながることもある。しかし、一方では宴会は業務時間以外に行われる事が多いので、プライベートな時間にまで会社の環境が入り込む事に強い不快感を抱く人もいる。2019年12月のFNNの報道によると最近では若者をはじめ、40代以上でも宴会を敬遠する割合が増えている。
また、飲み会でなければ情報を収集できなかったり、コミュニケーションを取れない会社は事業活動においてデメリットが多いとの意見がある。

### 会計
通常の出費形態が割り勘である。それは緩やかな定額会費制と、会計業務の負担軽減であると理解されていることが多い。2016年10月現在の国税庁の規定では、資本金などの規模に応じた計算方法によって、交際費は原則的に損金不算入となる。

### 宴会芸
「裸踊り」「ちょんまげ」といった体を張った芸もあるが、こういった宴会芸を強要する事もハラスメント行為であるとみなされる。

## 中国の宴会
中国式の宴会は、円卓を囲んで行うことが基本である。通常、正面奥に、ホスト役もしくは上役が座り、その反対側にはホストに次ぐ位のものが座り、ホスト側の両脇に客が座る。
宴会における酒には、白酒（パイチュウ）を用いることが基本で、これを小さい杯に入れて、乾杯し、一気に飲み干す。最近はワインに代える例もある。最初に出席者全員で乾杯する他は、出席者が他の出席者と言葉を交わしながら、個別に乾杯を繰り返す。ホスト側が客に酒を勧めるだけでなく、客側もホストの「酒を借りて」乾杯を勧める。乾杯が届かない位置にいる時は、中華式の中央テーブルを杯の底で数回叩くことがある。
体面を考えて、しばしば、食べきれないほどの料理が用意される文化があるため、食べ残しなど浪費をしないように政府が呼びかけることもあるが、実効性は低い。宴会芸が行われる事はまれであるが、歌が得意な人が披露をする場合もある。